# Rosa Torre González
María Rosa Torre González (30 de agosto de 1890 – 13 fevereiro de 1973) foi uma professora, vereadora e feminista mexicana. Foi a primeira mulher no México a ocupar cargo por eleição popular. O fez em um período em que as mulheres ainda não tinham direito de voto. Rosa foi uma das pioneiras do feminismo no país, dedicou sua vida ao ensino e à organização de grupos feministas que buscavam a igualdade de gênero no país.

## Biografia
María Rosa Torre González nasceu em 30 de agosto de 1890, no bairro de Santa Ana, em Mérida, no estado de Iucatã. Ela estudou no Instituto Literario para niñas de Mérida, foi aluna da inovadora professora Rita Cetina Gutiérrez. Rita se recusava a instruir as meninas apenas em habilidades domésticas, com um currículo que incluía astronomia, direito constitucional, geometria, geografia, história e matemática. As ensinando também a teoria feminista. 
Rosa eventualmente se torna professora, e mais tarde diretora do instituto. 
Em 1910, com a idade de 20 anos, ela colaborou com o movimento revolucionário liderado por Francisco I. Madero. Ela participava em atividades de propaganda. Após o assassinato de Madero, Torre se envolveu em espionagem contra o líder do golpe Victoriano Huerta em 1913. Quando Venustiano Carranza garantiu o acordo de demissão de Huerta e enviou Salvador Alvarado para reprimir a rebelião em Iucatã, María Rosa serviu como enfermeira para as tropas de Alvarado. Em março de 1915, quando Alvarado toma a cidade de Mérida e Rosa entra na escola do estado(Escuela Normal de Profesores) para começar seus estudos.

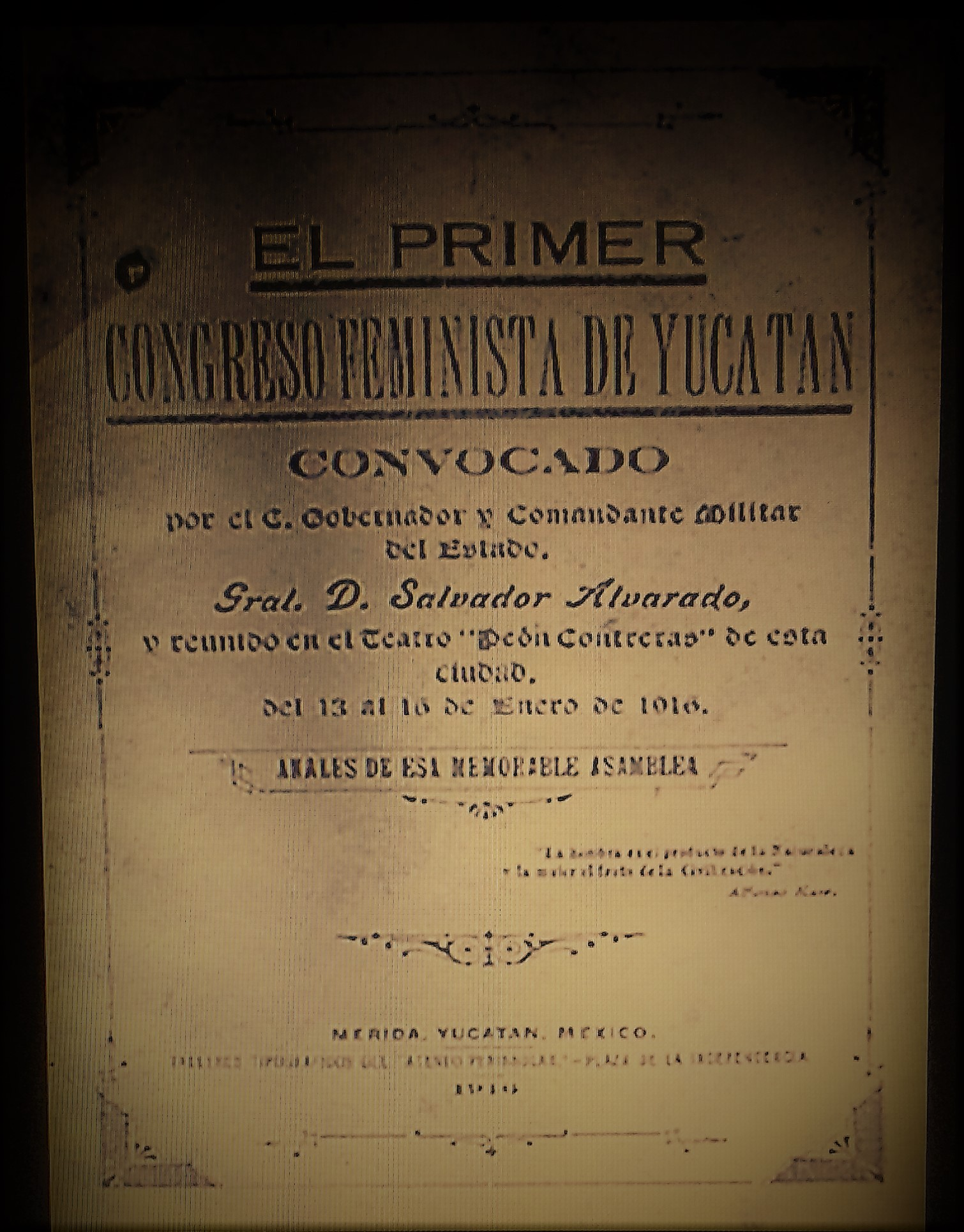
El primer congreso feminista en Yucatán en 1916

Em 1916 o general Salvador Alvarado Rubio, como governador e comandante chefe do Exército Constitucionalista em Iucatã, convocou um congresso para mobilizar as mulheres progressistas feministas do estado. María Rosa trabalhou como promotora da reunião viajando para Acanceh, Temax e Motul para aumentar a participação de mulheres.
Em 1922, sendo governador Felipe Carrillo Puerto, o congresso estadual debateu sobre permitir que as mulheres votassem e ocupassem cargos públicos. Embora a aprovação do Congresso não tenha sido obtida na época, Rosa concorreu ao cargo de vereadora da prefeitura de Mérida, nas eleições realizadas em 7 de Novembro. E assim, María Rosa Torre González tornou-se a primeira mulher no México a ocupar um cargo por meio de uma eleição popular. Exepcionalmente, em uma  época em que as mulheres ainda não tinham igualdade de direitos políticos no México. 
Rosa Torre participou do Primer Congreso Interamericano de Mujeres, realizado em 27 de agosto de 1947 na Cidade da Guatemala, que se destinava a discutir a forma de alcançar a igualdade entre homens e mulheres e o sufrágio nas Américas. Torre era delegada da Liga Internacional de Mulheres e foi acompanhada por Judith Horcasitas de Forgerave representando o Serviço Civil de mulheres mexicanas, Emilia Loyola que representou os professores da cidade do México e Elena Sanchez Valenzuela representando professores e o Secretários de Educação de Coahuila.
María Rosa Torre González morreu na Cidade do México, em 13 de fevereiro de 1973.

## Feminismo
María Rosa Torre González foi uma das pioneiras do feminismo no país. Ela participou da organização do Primeiro Congresso Feminista mexicano realizado em Iucatã. Ele foi celebrado em janeiro de 1916, e nele foram tratados assuntos como: educação, incluindo a educação sexual; fanatismo religioso; direitos e reformas legais; oportunidade de empregos iguais; e igualdade intelectual, entre outros. No segundo Congresso, comemorado no final do mesmo ano, Torre atuou como presidente.
Ela também ajudou Elvia Carrillo Puerto a estabelecer a Liga Rita Cetina Gutiérrez em 1919, e trabalhou como tesoureira e encarregada pela propaganda da mesma. O grupo lutou contra a prostituição, drogas, álcool e superstição. Elas também davam palestras educativas sobre higiene, assistência à infância, economia e controle de natalidade. Também inspecionavam escolas e hospitais, e ainda, ajudaram a fundar o orfanato estatal. 
Junto a Elvia Carrillo, María Rosa estabeleceu mais de 45 ligas feministas nos anos seguintes e organizou mais de 5500 trabalhadoras.

## Eleição
O movimento revolucionário do México chegou a Iucatã tardiamente, até mesmo pelo isolamento geográfico da península. O general Salvador Alvarado, governou e foi o comandante militar da região, representando o exército constitucional comandado por Venustiano Carranza, de 1915 a 1918. Durante os anos do governo alvaradista houve uma profunda transformação das estruturas políticas, econômicas e legais do estado. Em 1922, Felipe Carrillo Puerto chegou ao governo do estado, postulado pelo Partido Socialista do Sudeste, que haveria de continuar a tarefa transformadora de Salvador Alvarado. 
María Rosa foi eleita pelo PSS. O governador e presidente do Partido Socialista de Sudeste (PSS), Felipe Carrillo Puerto, era irmão de Elvia. E foi ele quem lançou sua candidatura ao cargo de regidora (cargo equivalente ao de vereadora) de Mérida. A candidatura de María Rosa Torre González foi peculiar porque a Constituição não reconhecia o direito de voto às mulheres, mas também não proibia expressamente. Na verdade, o Artigo constitucional não distinguia entre os sexos, dizia apenas que “os mexicanos” poderiam votar e serem eleitos.
No início de 1922, Elvia Carrillo enviou ao congresso local um memorando assinado por centenas de mulheres, de inúmeras regiões - inclusive da capital do país - aclamando o direito ao sufrágio feminino. Mas os deputados decidiram congelar a iniciativa. Elvia decidiu então ir ao irmão, Felipe Carrillo Puerto. Depois de numerosas visitas, Felipe pede uma lista de mulheres, para que uma delas concorresse como candidata a vereadora da Câmara de Mérida.  
E assim, María Rosa Torre González, uma professora, concorre as eleições. Rosa é eleita vereadora da cidade de Mérida em 7 de novembro de 1922. No dia primeiro de janeiro de 1923 ela toma posse de seu cargo, ocupando a Comisión de Prensa y Beneficencia. 

#### Perseguição e “renúncia”
Em 6 de dezembro de 1923, Adolfo de la Huerta levantou-se em armas contra o presidente Álvaro Obregón em Veracruz. Ele então assume o controle do governo estadual de Iucatãn, desencadeando uma perseguição furiosa contra socialistas e feministas.  Em seu texto María Rosa Torre escreveu que sua casa foi revistada várias vezes pelos militares, enquanto a casa de Elvia Carrillo foi saqueada duas vezes “sem que ninguém o evite”.
Em 1924, Felipe Carrillo Puerto foi destituído do poder e fuzilado. Durante seu governo, ele fora chamado herói do proletariado iucateco, além de consolidar reformas para reduzir a exploração indígena, promoventdo transformação social de Iucatã. Além disso, em uma reforma educacional de longo alcance, a Universidad del Sureste foi criada, antecedente direto da Universidad Autónoma de Yucatán.  
Á vista disso, o mandato de Rosa Torre González é interrompido logo após o assassinato de Carrillo Puerto, em 16 de julho de 1924. Em numa reunião da câmara – contando com apenas oito dos quatorze conselheiros, estando Rosa Torre entre os ausentes – o Prefeito de Mérida, Javier Erosa, deu conta de uma "solicitação de María Rosa Torre González". Esta era de "caráter irrevogável", onde ele estaria sendo convidado a aceitar a "renúncia" de Rosa à sua posição de regidora da Câmara Municipal de Mérida. Contudo, em seu escrito María Rosa deixa claro que não foi a autora de tal solicitação. Ainda assim, Torre também deixa claro que estava orgulhosa do trabalho que tinha feito enquanto vereadora e estava ciente de que seu sucesso representou uma grande conquista para as mulheres. 